# Sjeherazade (ballet)

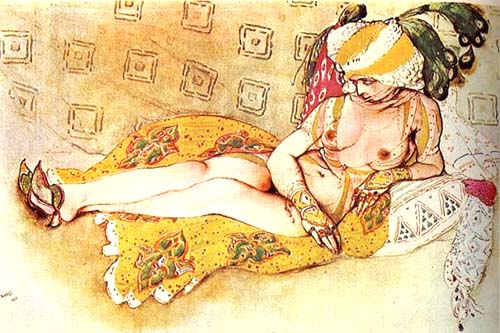
Sjeherazade is een ballet met openlijk erotische scènes (schets van Léon Bakst, 1916)

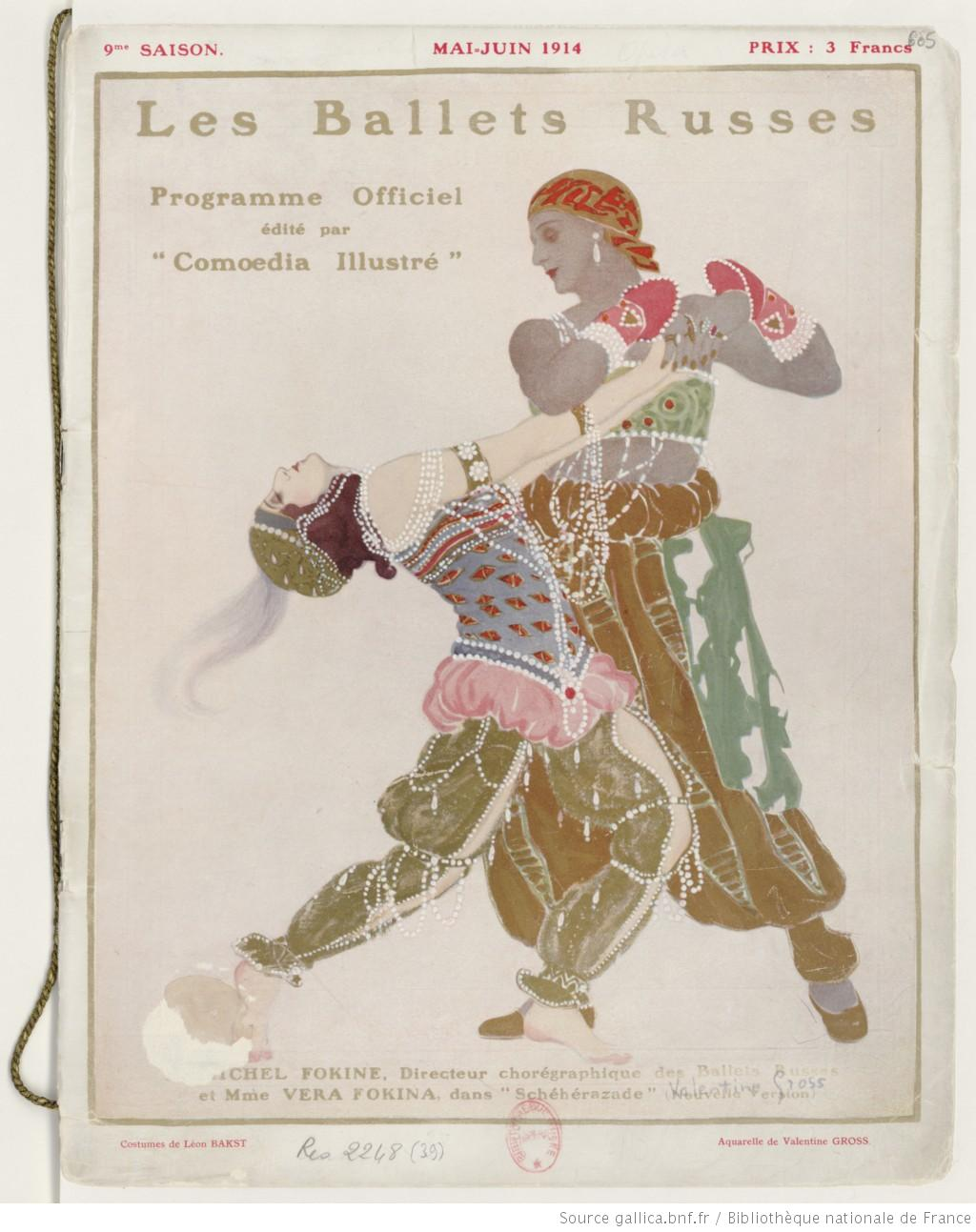
Programma met een scène uit Sjeherazade

Sjeherazade (Russisch: Шехеразада, Shjekhjerazada) is een ballet in één bedrijf van Michel Fokine. Het ballet is gebaseerd op de proloog van de Oosterse verhalenbundel Duizend-en-een-nacht. De muziek komt uit de suite Sjeherazade van Nikolaj Rimski-Korsakov. De kostumering en het decor werden ontworpen door Léon Bakst. De Ballets Russes brachten Sjeherazade in première op 4 juni 1910 in de Parijse Opera.

## Verhaal
Het ballet is vernoemd naar de Perzische koningin Sjeherazade, uit de raamvertelling van Duizend-en-een-nacht. De plot komt echter overeen met de proloog van die verhalenbundel, vóór Sjeherazade haar intrede maakt.
De sultan van Perzië geniet van het entertainment dat zijn concubines hem bieden. Onder hen is zijn favoriete vrouw, Zobeïde. De broer van de sultan suggereert echter dat Zobeïde ontrouw is. Hij overtuigt de sultan om te doen alsof hij op een jachtpartij gaat. Met die list hopen ze Zobeïde te betrappen of haar onschuld te bevestigen. Zodra de mannen vertrokken zijn, kopen de concubines het hoofd van de eunuchenwacht om met geschenken en vleierij. De eunuchen laten zich overhalen en bevrijden de mannelijke slaven.
Er vindt in de harem een orgie plaats. Zobeïde kiest het gezelschap van de knappe Gouden Slaaf, met wie ze in een passionele omhelzing in slaap valt. Tot algemene verbijstering keert de sultan vervroegd terug van zijn jachtpartij. Woedend beveelt hij iedereen in de harem te doden. Zobeïde blijft als laatste concubine over. Ze smeekt eerst om vergeving, maar ziet dan in hoe futiel dat is. Ze steekt zichzelf met een dolk in het hart en valt aan de voeten van de sultan dood neer.
Hier houdt het ballet op. In de oorspronkelijke tekst gaat het verhaal verder. De sultan, overtuigd van de ontrouw van alle vrouwen, neemt elke nacht een nieuwe bruid die hij de volgende ochtend laat onthoofden. Na vele vrouwen ontmoet hij Sjeherazade. Zij is een belezen vrouw en biedt de sultan aan hem een verhaal te vertellen. Ze stopt echter met een cliffhanger. De sultan, benieuwd naar de afloop van het verhaal, besluit haar een dag te sparen. Dit gaat duizend en één nachten door. Wanneer Sjeherazades verhalen op zijn, is de sultan verliefd geworden. Hij maakt haar zijn koningin.

## Choreografie
Choreograaf Michel Fokine ontwierp de originele dans voor Sjeherazade. Fokine hanteerde een aantal principes die zijn producties voor de Ballets Russes typeren, zoals de eenheid van dramatische actie. In het ballet komen geen passen sur les pointes voor. Ook heeft iedere danser uit het corps de ballet een heuse rol met individuele karakteristieken in hun dans. De choreografie van Fokine verheft zo het corps boven de anonieme massa uit eerdere balletten.
In balletten uit de romantiek, zoals Giselle, was liefde een spiritueel gegeven en werd de dood geromantiseerd. In Sjeherazade brak Fokine met die voorstelling. Seksualiteit en de gewelddadige dood worden openlijk in het ballet geïntroduceerd. De choreografie van de Gouden Slaaf en de orgie in het bijzonder zijn erotisch tot pornografisch. Naast de algemene innovatieve insteek levert het exotisme van Sjeherazade wel een continuïteit met de thematiek uit romantische balletten.
Fokine week ook af van de academische voorschriften uit het klassiek ballet. In voorgaande balletten was de plot vaak een voorwendsel om 'zuivere' dans uit te voeren. Fokine wenste daarentegen artistieke eenheid tussen verhaal en dans. Beweging wordt daarom in het ballet uitsluitend voor verhalende doeleinden aangewend. Voor de choreografie van Sjeherazade baseerde Fokine zich wel altijd op de passen uit klassieke dans.
Een verdere vernieuwing in de choreografie was het minimale gebruik van mime, dat wel nadrukkelijk in klassiek ballet aanwezig is. Fokine verving deze betekenisuitdrukking via conventionele gebaren door de expressieve kracht van beweging en 'podiumsituaties'. Fokine trachtte zo de emoties van de personages op een meer directe manier aan het publiek over te maken. De hoofdrol in het ballet ging mede hierom naar Ida Rubinstein. Zij was opgeleid als actrice voor ze ballerina werd.

## Muziek
Er is voor Sjeherazade geen nieuwe muziek gecomponeerd. In plaats daarvan koos men een bestaande symfonische suite. Het ballet gebruikt drie van de vier delen uit Sjeherazade (1888) van Nikolaj Rimski-Korsakov. Het eerste deel dient als ouverture. Het ballet zelf is gezet op het tweede en het vierde deel van Rimski's compositie. De echtgenote van Rimski-Korsakov protesteerde tegen de wijziging van de structuur, maar Sergej Diaghilev, directeur van de Ballets Russes, wees op de artistieke vrijheid van zijn gezelschap in het omgaan met de score.

## Kostuums en decor
Russisch kunstenaar Léon Bakst voorzag de vormgeving voor Sjeherazade. Zijn kleurgebruik ging verder dan de traditionele pastelkleuren en roze tinten die in klassiek ballet de toon voerden. Eerdere balletten werden als reeds afgewerkte stukken aangekleed volgens bepaalde conventies of clichés. Bakst was de tweede vernieuwende vormgever bij de Ballets Russes, na Alexandre Benois. Samen zorgden de kunstenaars voor een herstel van set- en kostuumontwerp als integraal deel van het ballet, zoals het was onder Lodewijk XIV en het romantisch ballet.
Voor de aankleding van Sjeherazade steunde Bakst op een algemeen exotisme. De chromatische harmonie van de vier sets is geïnspireerd op het Oosten. De voluptueuze gordijnen in verzadigd turkoois, oranje en groen zijn van bijzonder belang voor het bepalen van de stemming. Het bloedrode vloertapijt uit de eerste scène krijgt bij de conclusie een tragische noot. Met de getoonde weelde, sensualiteit en wreedheid maakt Bakst zich wel aan een vertekenend Oriëntalisme schuldig.

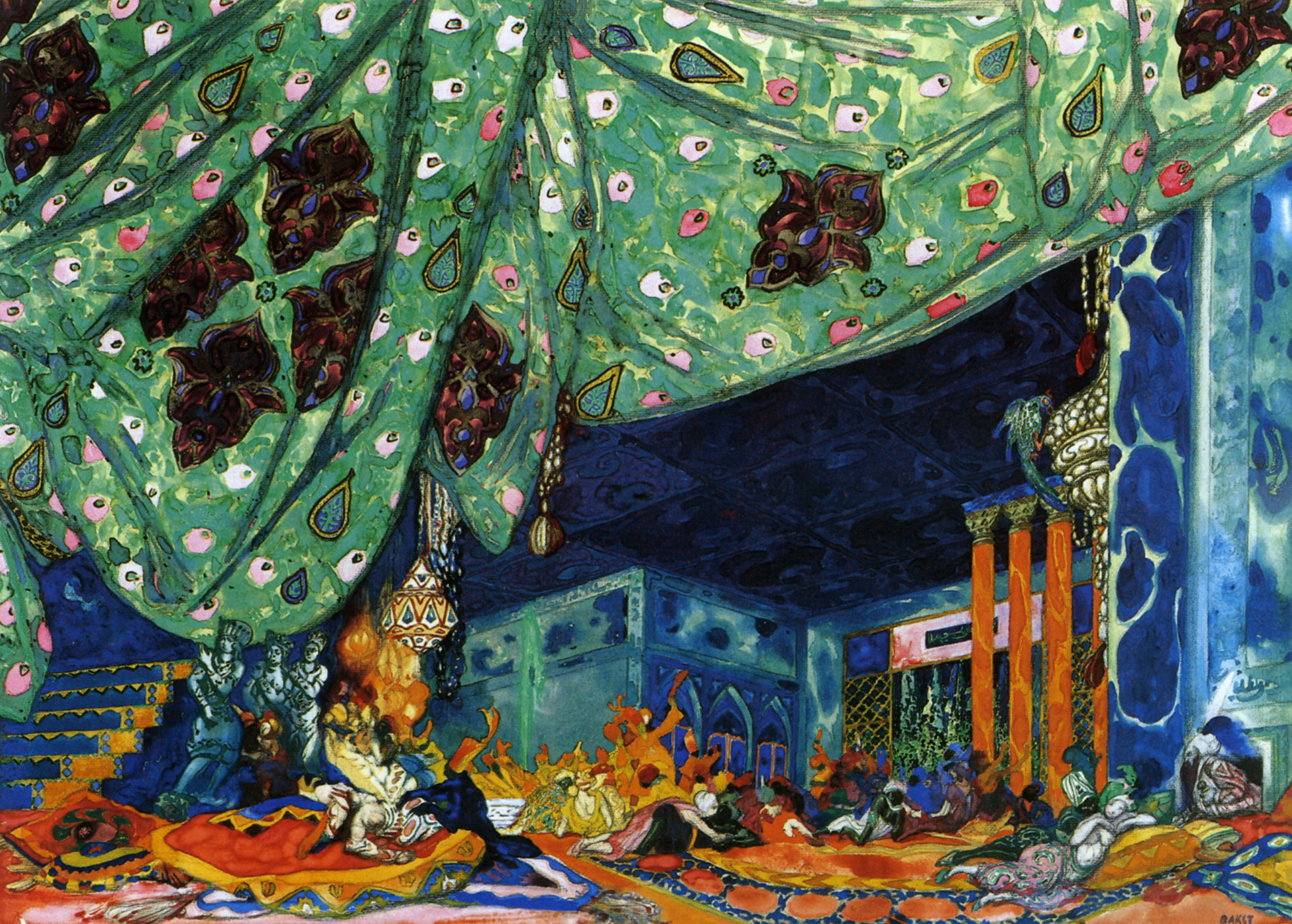
De harem van de sultan heeft eerst een rood tapijt
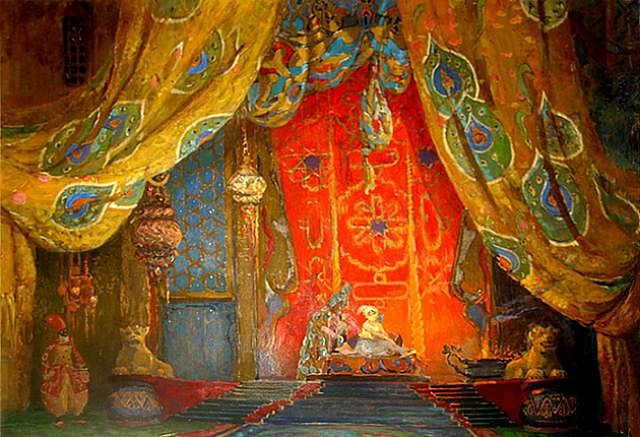
De kamer van Zobeïde is een rode kamer
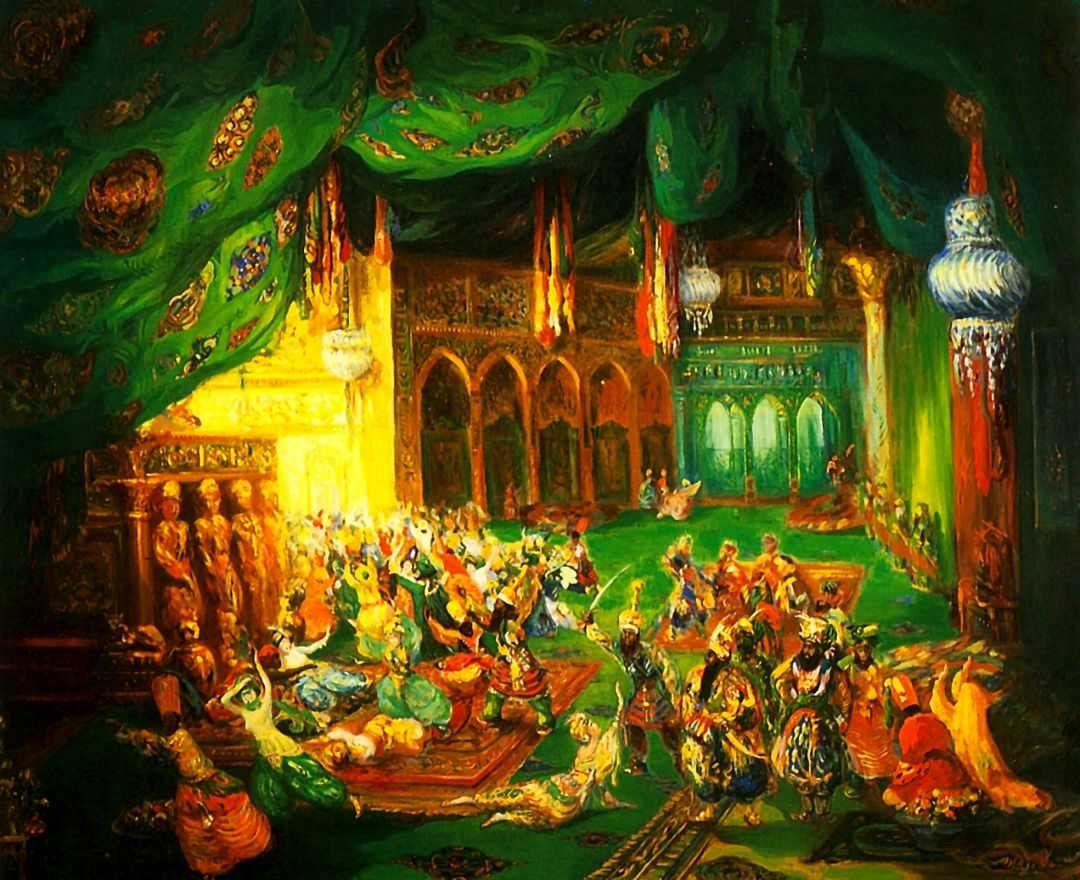
De harem heeft aan het einde een 'groen' tapijt

Baksts kostuums voor Sjeherazade waren controversiëler dan zijn decorstukken. In klassieke balletten lag de outfit van de ballerina's op voorhand vast: een tutu, maillot en balletschoenen. Hier koos Bakst, in overleg met Fokine, voor dansers op blote voeten. De twee deden dat een jaar eerder ook al, bij Cleopatra. Om verder bloot te suggereren, werd het korsetgedeelte van de tutu bedekt door een vleeskleurig lijfje. In de kostuums reflecteerde Bakst ook de chromatische harmonieën en weelderige Oosterse loomheid uit de decors. De rol van de Gouden Slaaf werd in de oorspronkelijke productie vertolkt door een danser in blackface.

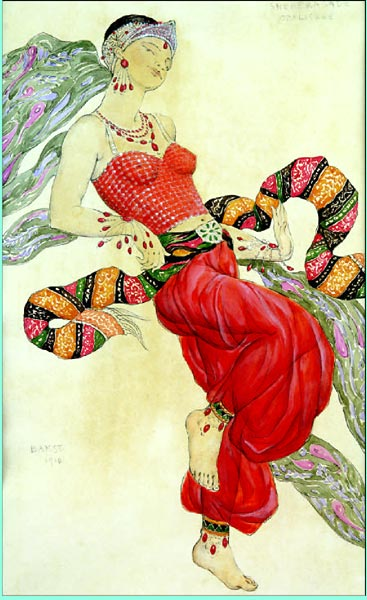
Zobeïde met ontblote voeten
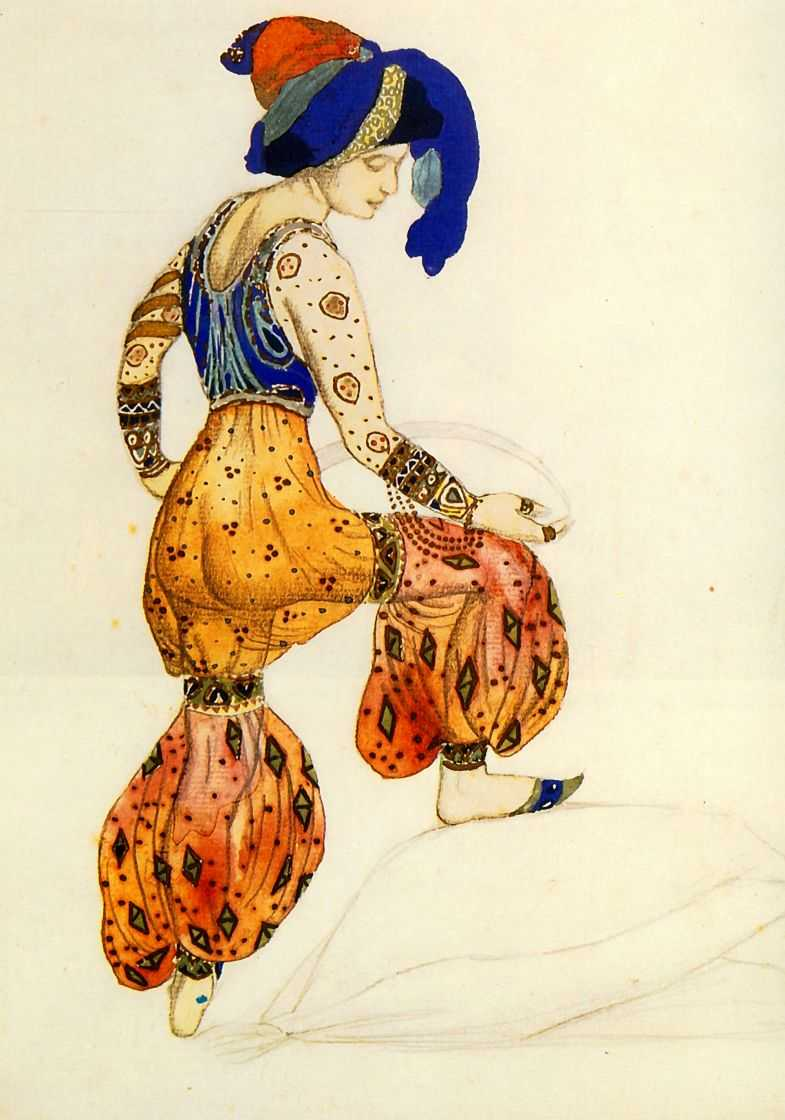
Kostuum voor de sultana Zobeïde
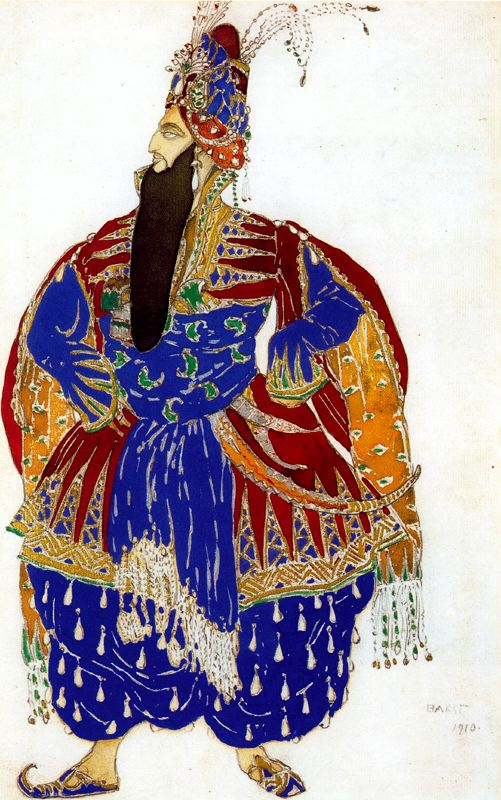
Kostuum voor de sultan
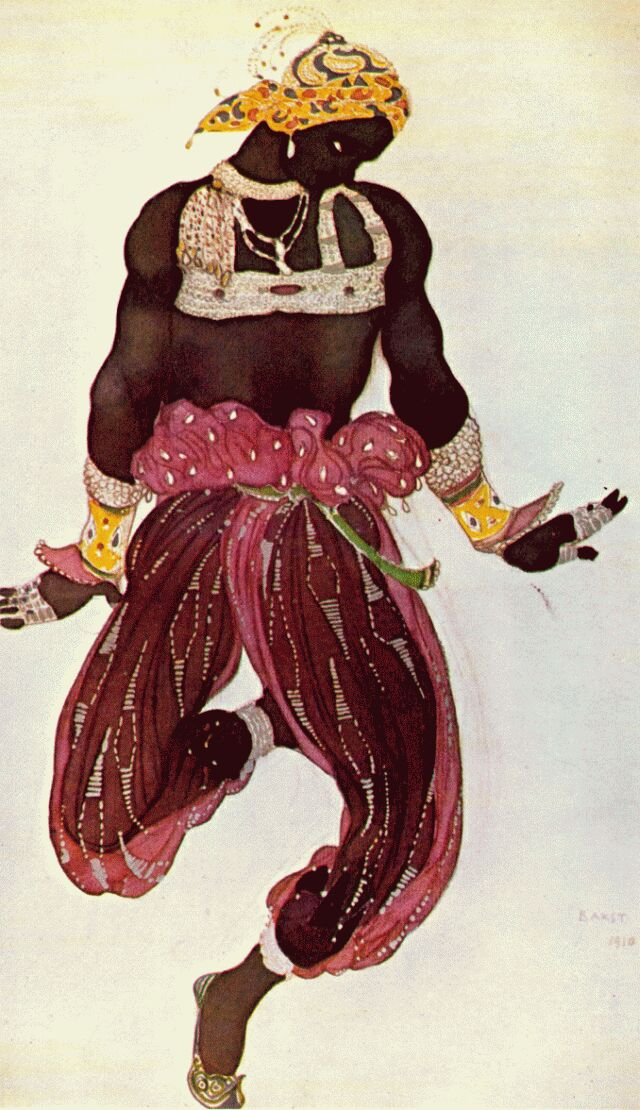
Kostuum voor de Gouden Slaaf

Het beeld van de odalisk had een directe impact op de toenmalige mode. De Parijse elite vroeg naar tulbanden, decoratieve veren, sluiers en parels, en harembroeken. Couturier Paul Poiret keek naar Baksts ontwerpen bij het maken van jurken in zachte, iriserende stoffen die mooi draperen.

## Producties

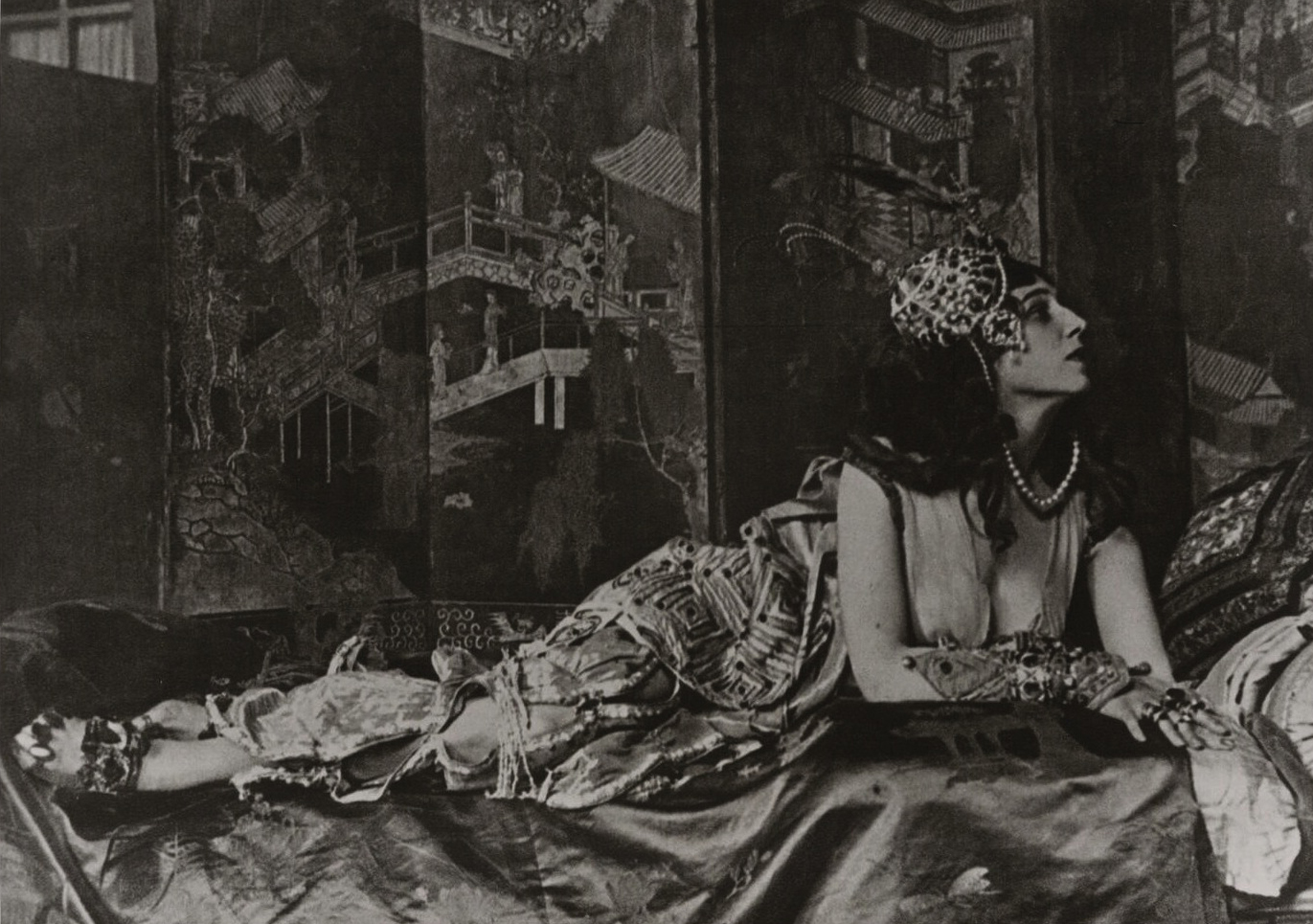
Ida Rubinstein, die aanvankelijk de rol van Zobeïde had (Ballets Russes, 1910)

Sjeherazade ging in première op 4 juni 1910 in de Parijse Opera. Voor deze productie van de Ballets Russes danste Vaslav Nijinsky als de Gouden Slaaf. Ook Michel Fokine en Adolph Bolm dansten deze rol. Ida Rubinstein was te zien als Zobeïde. Later ging die hoofdrol naar Tamara Karsavina en Vera Fokina. Enrico Cecchetti was bij de première te zien als de eunuch. Het publiek beschouwde de balletcreatie als woest, sensueel en uitheems.
Amerikaans choreograaf George Balanchine maakte twee uitvoeringen van Sjeherazade. Een met het Koninklijk Deens Ballet in 1930 en een voor het New York City Ballet in 1975. Frans choreograaf Maurice Béjart bracht in 1990 een versie van het stuk met zijn Ballet Béjart.

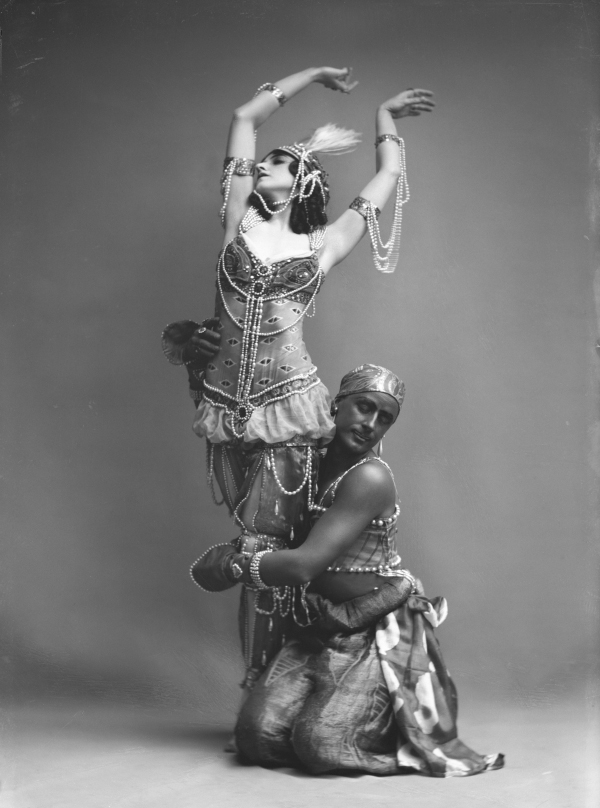
Vera Fokina en Michel Fokine als Zobeïde en de Gouden Slaaf (Ballets Russes, 1910)
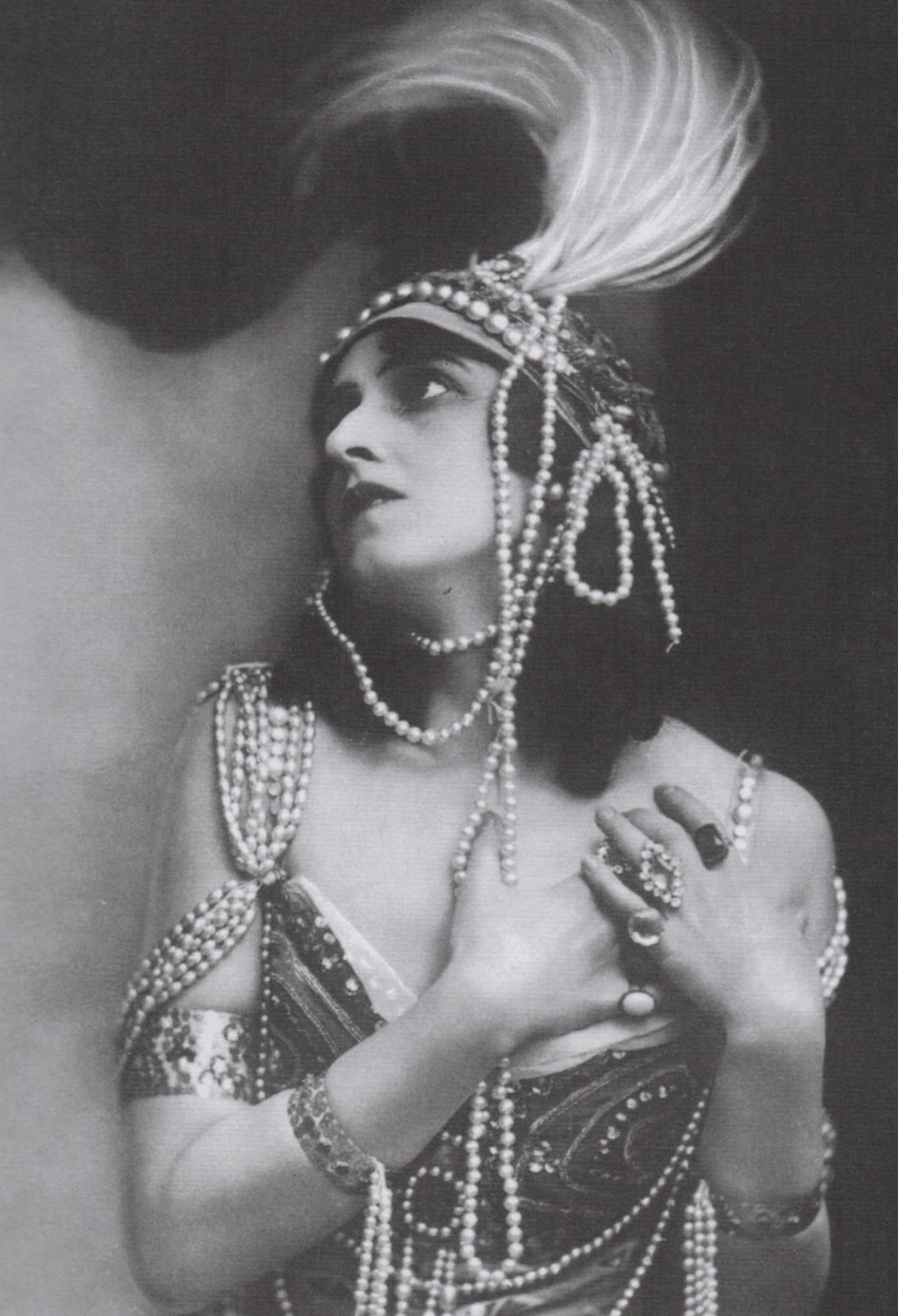
Fokina als Zobeïde (Ballets Russes, 1914)